# Тоуст (Північна Кароліна)
Тоуст (англ. Toast) — переписна місцевість (CDP) в США, в окрузі Саррі штату Північна Кароліна. Населення — 1423 особи (2020).

## Географія
Тоуст розташований за координатами 36°29′47″ пн. ш. 80°38′7″ зх. д. / 36.49639° пн. ш. 80.63528° зх. д. (36.496425, -80.635400).  За даними Бюро перепису населення США в 2010 році переписна місцевість мала площу 3,95 км², з яких 3,92 км² — суходіл та 0,03 км² — водойми.

## Демографія
Згідно з переписом 2010 року, у переписній місцевості мешкало 1450 осіб у 634 домогосподарствах у складі 417 родин. Густота населення становила 367 осіб/км².  Було 704 помешкання (178/км²).
Расовий склад населення:
| - 89,9 % — білих - 3,2 % — чорних або афроамериканців - 0,3 % — азіатів - 4,7 % — осіб інших рас |

До двох чи більше рас належало 1,9 %. Частка іспаномовних становила 11,1 % від усіх жителів.
За віковим діапазоном населення розподілялося таким чином: 20,8 % — особи молодші 18 років, 60,4 % — особи у віці 18—64 років, 18,8 % — особи у віці 65 років та старші. Медіана віку мешканця становила 44,9 року. На 100 осіб жіночої статі у переписній місцевості припадало 89,5 чоловіків;  на 100 жінок у віці від 18 років та старших — 90,2 чоловіків також старших 18 років.
Середній дохід на одне домашнє господарство  становив 40 755 доларів США (медіана — 31 346), а середній дохід на одну сім'ю — 52 455 доларів (медіана — 46 917). За межею бідності перебувало 21,2 % осіб, у тому числі 30,0 % дітей у віці до 18 років та 27,8 % осіб у віці 65 років та старших.
Цивільне працевлаштоване населення становило 476 осіб. Основні галузі зайнятості: освіта, охорона здоров'я та соціальна допомога — 32,4 %, роздрібна торгівля — 13,9 %, виробництво — 12,0 %, мистецтво, розваги та відпочинок — 10,7 %.